# 韋達高
韋達高（Darko Rakočević，1981年9月13日—），塞爾維亞足球運動員，身高1.87米，重84公斤，身材高大，左腳純熟。於2005-06年度球季尾段來香港效力甲組聯賽球會傑志，來港前效力塞爾維亞甲組球會布拉卡。
但他在2006-07年度球季後離開香港，轉往羅馬尼亞聯賽球會繼續足球事業。
他現效力塞爾維亞超級聯賽球會兼母會梅塔拉。

## 連結
- Player Information on HKFA Website （页面存档备份，存于）

| 前任： 張健峰 | 香港聯賽盃 最佳防守球員 2006-07 | 繼任： 沒有 |